# Rugulopterix okamurae
Rugulopteryx okamurae é uma espécie de algas multicelulares pertencente ao género Rugulopteryx da família Dictyotaceae, originária das costas do Extremo Oriente (Japão, leste da China e Coreia), mas com tendência a tornar-se espécie invasora quando atinge águas temperadas.

## Descrição
R. okamurae é uma espécie de alga castanha originária do Oceano Pacífico com distribuição natural nas costas do Japão, China e Coreia, sendo uma das quatro espécies conhecidas do género Rugulopteryx. No habitat natural vive a profundidades compreendidas entre 0,5 e 5 metros, alcançando ocasionalmente os 15 metros em águas muito transparentes. O epíteto específico homenageia o botânico e ficólogo japonês Kintaro Okamura (1867-1935).
O talo é castanho-amarelado quando os espécimes são jovens, escurecendo com o envelhecimento até ficar castanho escuro. Morfologicamente o talo é bifurcado (dicotómico), ou seja o talo ramifica-se no topo em dois ramos iguais. Os talos são erectos, crescendo preferencialmente sobre substrato duro nos fundos da zona eufótica, atingindo uma altura de cerca de 15 centímetros no leste da Ásia e um pouco menos no Mediterrâneo (apenas 5 centímetros no Étang de Thau). Estão descritas duas formas de crescimento, uma forma densamente ramificada e uma forma escassamente ramificada. A [[célula apical] lenticular é proeminente, com cerca de 55 μm de comprimento e uma largura de 85 μm. O talo apresenta três camadas celulares, com uma medula (medula), envolvida por duas camada de córtex. A medula é de camada única no centro, mas com progressivamente múltiplas camadas em direção aos bordos, de modo que o talo é mais espesso no bordo do que na seção intermédia. Cada estrutura cortical consiste em duas a três camadas de células. Da base do talo emanam fibras rastejantes que crescem de forma a desenvolver novo talos através de propagação vegetativa. A estrutura da alga é ancorada ao substrato por meio de rizóides filamentosos. Para além da multiplicação por fibras rastejantes, espécimes adventícios também podem ser formados no bordo dos talos vegetativos, formando por crescimento talos normais que se destacam e formam rizóides quando em contacto com o susbtrato.
Os esporângios da geração assexuada são formados em ambas as superfícies do talo achatado. Cada esporângio é uma estrutura esférica no extremo de uma haste curta formada por duas células, sem camada de involucral (são esporângios nus). Cada esporângio produz, alternativamente, um único esporo ou quatro esporos idênticos. Os gametófitos femininos da geração sexuada formam soros com 3 a 35 oogónios cada, os masculinos apresentam de 30 a 100 anterídios cada.

## Ocorrência no Mediterrâneo e Atlântico
Fora do seu habitat natural Rugulopteryx okamurae foi encontrado pela primeira vez no Mar Mediterrâneo na primavera de 2002 na laguna conhecida por Étang de Thau, na costa mediterrânea ocidental do sul da França.  O Étang de Thau também é conhecido há muito tempo como ponto de introdução para outras criaturas marinhas do Pacífico, sendo que estas espécies terão provavelmente chegado como consequência de contaminação através de ostras procedentes do Japão (Crassostrea gigas) para aquicultura. Como o padrão de ramificação bifurcada característico (o mesmo, por exemplo, da espécie nativa Dictyota dichotoma) ocorre apenas em espécies do Pacífico, rapidamente ficou claro que deveria ser uma espécie introduzida. Naquela laguna, a alga cresce em fundo rochoso até uma profundidade de cerca de dois metros de abril a setembro. Como inicialmente ocorria apenas propagação vegetativa, a filiação à espécie foi determinada geneticamente.
A espécie espalhou-se rapidamente pelo Mediterrâneo Ocidental desde que apareceu pela primeira vez. Por volta de 2015, a espécie atingiu o Estreito de Gibraltar e, portanto, o Atlântico. Embora aparentemente só se possa espalhar vegetativamente nesta região e, portanto, não complete o seu ciclo de vida, a espécie tende a formar densas populações, que podem dominar por completo o habitat. Acresce que a espécie está bem protegida contra o ataque por herbívoros de pastoreio por um repelente químico, o diterpeno conhecido por dilkamural. Na reserva marinha do Jbel Musa, ao largo da costa africana do Estreito de Gibraltar, num só ano, a espécie tornou-se o colonizador dominante, às vezes cobrindo até 96% do fundo em profundidades de até 30 metros. Como resultado, as espécies de corais ameaçadas que costumavam ser comuns aqui (com exceção de uma espécie) diminuíram significativamente.
Em 2019 a espécie foi detetada na ilha de São Miguel, nos Açores, tendo já atingido as costas das ilhas do Grupo Central daquele arquipélago, onde age como infestante, com sério prejuízo para o equilíbrio dos ecossistemas da zona entremarés das ilhas. Forma grandes massas que se desprendem do fundo por ação da forte ondulação ali predominante, enclhando nas reentrâncias da costa onde o seu apodrecimento gera intenso mau cheiro.
A espécie está na Lista Negra de Espácies Invasoras da União Europeia desde 2022, o que implica a adoção de medidas obrigatórias de controlo e gestão da espécie. Trazer e retirar, transportar, manter, multiplicar e libertar são, portanto, proibidos.

## Biologia e ciclo de cida
A espécie foi descrita pela primeira vez no Japão, ocorrendo nas águas costeiras asiáticas do noroeste do Pacífico. Na sua região de distribuição natural no leste asiático, especialmente nas costas da Península Coreana, Rugulopteryx okamurae é uma espécie comum na região da plataforma subtidal, a profundidades de  0,5 a 5 metros, ocorrendo ocasionalmente até aos 15 metros de profundidade. A espécie tem desenvolvimento máximo no verão, sendo que no inverno geralmente estão presentes apenas os filamentos rastejando aderentes ao substrato, dos quais brotam novos talos na primavera, ao mesmo tempo (a partir de maio) que os talos jovens se desenvolvem a partir da germinação de esporos. Os esporófitos são produzidos de junho a outubro, com máximo em setembro.

## Taxonomia e sistemática
O nome da espécie foi introduzido como Dilophus okamurai em 1950 pelo naturalista e algalogista norte-americano Elmer Yale Dawson, sendo o epíteto específico posteriormente corrigido para okamurae. Dawson homenageou o ficologista japonês Kintaro Okamura (1867–1935), que ilustrou e descreveu a espécie sob o nome de Dictyota marginata na sua obra Iconografia das algas japonesas. O nome de Okamura é um homónimo mais jovem e, portanto, um nome ilegítimo, pelo que um nome substituto teve que ser encontrado. Pesquisas filogenómicas recentes, nas quais a relação entre espécies é examinada comparando sequências de DNA homólogas, revelaram posteriormente que a divisão da família Dictyotaceae em géneros teria que ser revista. Em consequência, Il-Ki Hwang e colegas colocaram a espécie no género Rugulopteryx em 2009, solução que foi amplamente aceite.
Posteriormente,o género Rugulopteryx foi reorganizado por Olivier de Clerck e Eric Coppejans em 2006 para incluir algumas espécies dos antigos géneros Dictyota e Dilophus. Na sua presente circunscrição taxonómica, o género Rugulopteryx tem descritas quatro espécies:
- Rugulopteryx marginata (J.Agardh) De Clerck & Coppejans C
- Rugulopteryx okamurae (E.Y.Dawson) I.K.Hwang, W.J.Lee & H.S.Kim C
- Rugulopteryx radicans (Harvey) De Clerck & Coppejans C
- Rugulopteryx suhrii (Kützing) De Clerck & Coppejans C